# Simple English Wikipedia
Simple English Wikipedia är en engelskspråkig upplaga av Wikipedia, som är skriven på ett enklare språk än standardengelska. Målet för denna wikipediautgåva är att erbjuda ett uppslagsverk för grupper som barn, skolelever, vuxna med inlärningssvårigheter och andra personer som inte ordentligt behärskar standardengelska. Den har för närvarande 266 315 artiklar.
Artiklarna är i regel kortare än på den standardengelska Wikipediaversionen och med mer grundläggande information. Projektet bygger på en variant av 850-ordsspråkvarieteten Basic English, som skapades på 1920-talet av Charles Kay Ogden. Eftersom Wikipedia på Simple English besöks mindre än engelska Wikipedia, har vandalism ofta kommit att lämnats utan åtgärd under längre tidsperioder.